# فلورنسا هايوارد
فلورنسا هايوارد (بالإنجليزية: Florence Hayward)‏ هي مدافعة عن حقوق الحيوان ‏ وكاتِبة وشاعرة أسترالية، ولدت في 13 نوفمبر 1858، وتوفيت في 19 يناير 1939.